# Geum Sae-rok
Geum Sae-rok (en hangul: 금새록; nacida en Daegu el 6 de septiembre de 1992) es una actriz surcoreana.

## Vida personal
Aunque durante los años de escuela había practicado la danza coreana, después se decantó por la carrera de actriz, por lo que ingresó en el Instituto de las Artes de Seúl, donde se graduó en 2014 en la especialidad de actuación.
Su familia estaba compuesta por sus padres y una hermana, hasta el fallecimiento del padre el 24 de abril de 2023.

## Carrera
El 20 de diciembre de 2021 se anunció que se había unido a la agencia High Story D&C. Anteriormente había estado ligada a UL Entertainment durante cinco años.
Geum Sae-rok empezó su carrera apareciendo en anuncios de televisión y en cortometrajes, antes de tener papeles menores en películas como The Silenced (2015), Assassination (2015) y Love, Lies (2016).
En 2017 obtuvo también un papel de reparto en el thriller de éxito Believer (2018).
En 2018 participó en la serie Marry Me Now  con el papel de Hyun-ha, la hija menor de Yu Dong-eun. El mismo año fue asimismo una dura detective principiante en la serie televisiva The Fiery Priest (2019), gracias al cual alcanzó gran reconocimiento y el galardón de Mejor actriz debutante en los 2019 SBS Drama Awards.
En marzo de 2021 se canceló la emisión de la serie Joseon Exorcist, protagonizada por Geum Sae-rok, después de haberse emitido solo dos episodios, a causa de las protestas de muchos espectadores que consideraban que se estaba distorsionando la historia, en particular por lo que concierne a la influencia china en Corea durante el período en que estaba ambientada y por el tratamiento denigratorio de algunos personajes históricos. Muchas empresas retiraron asimismo la publicidad de la serie. Geum Sae-rok publicó una disculpa escrita a mano en su perfil de Instagram por haber participado en la serie.
En abril de 2021 se unió al elenco de la serie Youth of May, donde dio vida a Lee Soo-ryun, una joven estudiante de derecho durante los hechos relacionados con la masacre de Gwangju, hasta el final de la serie el 8 de junio del mismo año. En julio del mismo año se anunció su participación como actriz secundaria en la película de misterio y terror Open the Door.
En octubre de 2022 se confirmó su participación en la serie El interés del amor, con el papel de Park Mi-kyung, la subgerente del equipo de banca personal de la sucursal de Yeongpo del KCU Bank.

## Filmografía

### Cine

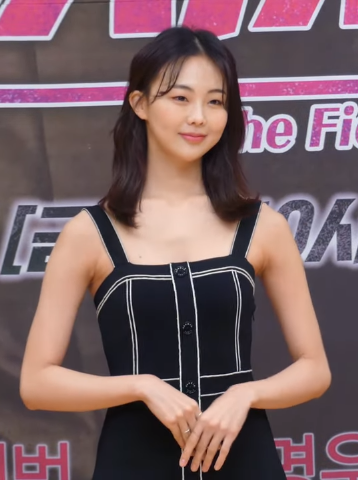
Geum Sae-rok en la presentación de The Fiery Priest

| Año   | Título                 | Hangul                  | Papel                                | Ref.         |
| ----- | ---------------------- | ----------------------- | ------------------------------------ | ------------ |
| 2015  | The Silenced           | 경성학교: 사라진 소녀들 | Oyama Naoko                          | [ 5 ]        |
| 2015  | Assassination          | 암살                    | Vendedora de perfumes                |              |
| 2016  | Love, Lies             | 해어화                  | Gisaeng adulta                       |              |
| 2016  | The Last Princess      | 덕혜옹주                | Park Joo-ok                          | [ 17 ]       |
| 2016  | The Age of Shadows     | 밀정                    | Camarera                             |              |
| 2016  | Han River              | 한강블루스              | Enfermera 3                          |              |
| 2017  | The King               | 더 킹                   | Amiga de Jun Hee-sung                | [ 18 ]       |
| 2018  | Believer               | 독전                    | Soo-jeong                            | [ 7 ] [ 19 ] |
| 2018  | Infiltrado en el Norte | 공작                    | Guardaespaldas del presidente        | [ 20 ]       |
| 2019  | The King's Letters     | 나랏말싸미              | Lee Jin-ah                           |              |
| 2019  | Our Body               | 아워 바디               | Hee-jeong                            | [ 21 ]       |
| 2023  | Phantom                | 유령                    | Protagonista de la película (cartel) | [ 22 ]       |
| 2023  | Don't Buy the Seller   | 타겟                    | Hye-jin                              | [ 23 ]       |
| 2024  | Cabriolet              | 카브리올레              | Jia                                  | [ 24 ]       |
| prog. | Open the Door          |                         |                                      | [ 14 ]       |

### Series de televisión
| Año     | Título                          | Papel               | Canal         | Notas                        | Ref.                 |
| ------- | ------------------------------- | ------------------- | ------------- | ---------------------------- | -------------------- |
| 2016    | Game Development Girls          | Cosplay party 2     | Naver TV Cast | Serie web - 11 episodios     |                      |
| 2018    | Paparazzi Girlfriend            | Senna               | Amazon Prime  | 5 episodios                  |                      |
| 2018    | Marry Me Now                    | Park Hyun-ha        | KBS2          | 50 episodios                 |                      |
| 2019    | The Fiery Priest                | Seo Seung-ah        | SBS           | 40 episodios                 | [ 9 ]                |
| 2019    | Class of Lies                   | Ha So-hyeon         | OCN           | 16 episodios                 | [ 25 ]               |
| 2020    | Drama Stage – Everyone Is There | Kang Il-young       | tvN           | Drama en un capítulo         | [ 26 ]               |
| 2021    | Joseon Exorcist                 | Hye-yum             | SBS           | Cancelada tras dos episodios | [ 27 ] [ 10 ]        |
| 2021    | Youth of May                    | Lee Soo-ryun        | KBS2          | 12 episodios                 | [ 28 ]               |
| 2022    | People of the Blue House        | Hija del presidente | WAVVE         | Serie web                    | [ 29 ]               |
| 2022-23 | El interés del amor             | Park Mi-kyung       | JTBC          | 16 episodios                 | [ 16 ]               |
| 2023    | Soundtrack 2                    | Hyun-seo            | Disney+       | Serie web                    | [ 30 ]               |
| 2024-25 | El negocio familiar             | Lee Da-rim          | KBS2          | 36 episodios, protagonista   | [ 31 ] [ 32 ] [ 33 ] |

### Entretenimiento
| Año  | Programa                         | Función            | Canal | Notas                | Ref.          |
| ---- | -------------------------------- | ------------------ | ----- | -------------------- | ------------- |
| 2019 | Running man                      | Invitada           | SBS   | Prog. n.º 442        |               |
| 2020 | Running man                      | Invitada           | SBS   | Prog. n.º 486        | [ 34 ]        |
| 2021 | Running man                      | Invitada           | SBS   | Prog. n.º 546        | [ 35 ]        |
| 2021 | Baek Jong Won’s Alley Restaurant | Copresentadora     | SBS   | Prog. n.º 169-200    | [ 36 ] [ 14 ] |
| 2025 | Iron Girls 2                     | Miembro del equipo | tvN   | Desde el 11 de julio | [ 37 ]        |

### Revistas / sesiones fotográficas
| Año  | Publicación  | Notas                           | Ref.   |
| ---- | ------------ | ------------------------------- | ------ |
| 2018 | Woman Chosun | Revista de moda - julio de 2018 |        |
| 2019 | Nylon        | Revista de moda - mayo de 2019  | [ 38 ] |

## Premios y candidaturas
| Año  | Premio                     | Categoría                                         | Papel                            | Resultado | Ref.          |
| ---- | -------------------------- | ------------------------------------------------- | -------------------------------- | --------- | ------------- |
| 2018 | Premios KBS Drama          | Mejor actriz revelación                           | Marry Me Now                     | Nominada  |               |
| 2019 | Premios SBS Drama          | Mejor actriz revelación                           | The Fiery Priest                 | Ganadora  | [ 5 ]         |
| 2021 | Premios SBS Entertainment  | Mejor novata (variedades)                         | Baek Jong Won’s Alley Restaurant | Ganadora  | [ 39 ]        |
| 2021 | Premios KBS Drama          | Mejor actriz de reparto                           | Youth of May                     | Ganadora  | [ 40 ]        |
| 2021 | Premios KBS Drama          | Mejor actriz revelación                           | Youth of May                     | Nominada  | [ 41 ]        |
| 2022 | Premios Blue Dragon Series | Mejor actriz de reparto                           | Youth of May                     | Nominada  | [ 42 ]        |
| 2024 | Premios KBS Drama          | Premio a la excelencia, actriz en serie dramática | El negocio familiar              | Ganadora  | [ 43 ] [ 44 ] |
| 2024 | Premios KBS Drama          | Actriz más popular                                | El negocio familiar              | Ganadora  | [ 43 ] [ 44 ] |
| 2024 | Premios KBS Drama          | Mejor pareja (con Kim Jung-hyun)                  | El negocio familiar              | Ganadores | [ 43 ] [ 44 ] |